# Saison 2003-2004 du Stade rennais FC
Maillots
Chronologie
Saison précédente Saison suivante
La saison 2003-2004 du Stade rennais football club commence le 2 août 2003 avec la première journée de Ligue 1 pour se terminer le 23 mai 2004 avec la dernière journée de cette même compétition.
Le Stade rennais FC est également engagé dans les deux autres compétitions nationales : la Coupe de France et la Coupe de la Ligue.
Le contenu de la saison est globalement moyen : le club jouera pendant la quasi-totalité de la saison au milieu du classement, son irrégularité et ses mauvais résultats à l'extérieur ne lui permettant pas d'espérer mieux. Le Stade rennais obtient cependant ce qu'il recherchait : un maintien en Ligue 1 sans trop de frayeurs, ce qui dénote une belle amélioration par rapport aux deux saisons précédentes. Avec plusieurs bons résultats en fin de saison et des victoires obtenues à domicile sur de gros scores, le club semble se lancer dans une dynamique positive pour 2004-2005.
En coupes nationales, le Stade rennais ne parvient pas à égayer sa saison, avec une élimination rapide en Coupe de la Ligue, et un quart de finale en Coupe de France.
La saison est marquée par l'émergence de nombreux jeunes formés au club, comme Jimmy Briand, Yoann Gourcuff ou Arnold Mvuemba. Le club se découvre également un excellent buteur en la personne d'Alexander Frei, dont l'entente avec Olivier Monterrubio se met en place en attaque.

## Les dates marquantes de la saison
- Juin : Vahid Halilhodžić ayant choisi de partir au Paris Saint-Germain, le Stade rennais doit se trouver un nouvel entraîneur. C'est le Roumain László Bölöni qui est choisi par la direction du club, notamment pour sa capacité à lancer et à faire progresser des jeunes. Bölöni était jusque-là en poste au Sporting CP où il avait lancé le jeune Cristiano Ronaldo.
- Juin-Juillet : La période des transferts est marquée par une réduction drastique de l'effectif. Les transferts phare sont ceux des défenseurs Julien Escudé à Amsterdam et d'Anthony Réveillère (non conservé par Valence à l'issue de son prêt) à Lyon. Dans le sens inverse, seul Tony Vairelles arrive de façon non-provisoire, Abdeslam Ouaddou et Grégory Vignal, recrutés pour renforcer la défense, étant prêtés.
- 2 août : La saison commence - comme la précédente - par un déplacement à Montpellier. Après avoir longtemps entrevu la victoire, les Rennais doivent se contenter du match nul (1 - 1).
- 28 octobre : Élimination du Stade rennais de la Coupe de la Ligue, dès son entrée en lice, à Auxerre (0 - 1).
- 1er novembre : Après un match nul à domicile contre Strasbourg, l'équipe est 15e. C'est son plus mauvais classement de la saison.
- 8 novembre : Au terme d'un match engagé, le Stade rennais tient le point du match nul à domicile contre Lille (2 - 2). L'équipe termine à 9 contre 11 après les expulsions de Piquionne et Jeunechamp. Le premier avait écopé d'un carton rouge à la mi-temps pour avoir tenté de frapper un jeune spectateur qui l'insultait depuis les tribunes.
- 29 novembre : À domicile, le Stade rennais parvient à battre l'Olympique lyonnais, champion de France en titre (3 - 1).
- 20 décembre : Fin de la phase aller. Toujours aussi performant à domicile (5V-5N-0D lors de ses dix premières rencontres) le Stade rennais bat l'AS Monaco, futur finaliste de la Ligue des champions, route de Lorient (1 - 0).
- Janvier : La période hivernale des transferts est marquée par de nouveaux départs, mais surtout par l'arrivée d'une jeune prodige suédois de 21 ans, Kim Källström.
- 24 janvier : Le Stade rennais l'emporte à Croix-de-Savoie en seizièmes de finale de la Coupe de France. Au-delà du résultat du match, on note l'émergence dans l'effectif des jeunes ayant gagné la Coupe Gambardella 2003. À cette période, ils sont nombreux à signer leur premier contrat professionnel, dont Jimmy Briand et Yoann Gourcuff.
- 31 janvier : Première victoire à l'extérieur en championnat. Heureux hasard, c'est à l'occasion d'un derby disputé à Guingamp (2 - 0).
- 17 mars : Élimination en quarts de finale de la Coupe de France, à Nantes (2 - 3).
- 21 mars : Au terme d'un match fou, le Stade rennais l'emporte sur l'Olympique de Marseille (4 - 3) grâce à un quadruplé d'anthologie d'Alexander Frei. Meilleur buteur du club en cette saison, le Suisse terminera aussi deuxième meilleur buteur du championnat derrière l'Auxerrois Djibril Cissé.
- 15 mai : Le Stade rennais vient s'imposer à Monaco (4 - 1) ce qui a pour conséquence de voir l'Olympique lyonnais sacré champion de France aux dépens du club monégasque. Les "Rouge et Noir" auront été la seule équipe européenne à vaincre deux fois l'AS Monaco en cette saison 2003-2004.
- 23 mai : Fin de saison en apothéose avec une dernière large victoire à domicile sur Montpellier (4 - 0). Le match est marqué par les adieux déchirants de Petr Čech au public rennais qui lui réserve une longue standing ovation. Le plus souvent intraitables à domicile, les Rennais auront terminé quatrième meilleure attaque du championnat. Ils terminent in extremis dans la première partie du classement, et leur dynamique de fin de saison présage de belles choses pour l'avenir. Le club aurait pu également accéder à la Coupe Intertoto 2004, après les désistements de Marseille et Lens. Mais le club breton se désiste à son tour, au profit de Lille.

## Transferts en 2003-2004
| Nom                    | Nationalité   | Modalité                | Provenance/Destination | Division         |
| Été 2003               |               |                         |                        |                  |
| Arrivées               |               |                         |                        |                  |
| Tony Vairelles         | France        | Transfert               | Olympique lyonnais     | Ligue 1          |
| Abdeslam Ouaddou       | Maroc         | Prêt (1 an)             | Fulham FC              | Premier League   |
| Grégory Vignal         | France        | Prêt (1 an)             | Liverpool FC           | Premier League   |
| Florent Chaigneau      | France        | Premier contrat         | -                      | CFA              |
| Stéphane Nguéma        | Gabon         | Premier contrat         | -                      | CFA              |
| Jacques Faty           | France        | Premier contrat         | -                      | CFA              |
| Grégory Bourillon      | France        | Premier contrat         | -                      | CFA              |
| Départs                |               |                         |                        |                  |
| Éric Durand            | France        | Retraite                | -                      | -                |
| Frédéric Jay           | France        | Retour de prêt          | AJ Auxerre             | Ligue 1          |
| Cyril Yapi             | France        | Transfert libre         | Côme Calcio            | Série B          |
| Yoann Bigné            | France        | Transfert définitif     | OGC Nice               | Ligue 1          |
| Christophe Meslin      | France        | Transfert définitif     | OGC Nice               | Ligue 1          |
| Fabien Debec           | France        | Transfert               | AS Saint-Étienne       | Ligue 2          |
| Olivier Echouafni      | France        | Transfert               | OGC Nice               | Ligue 1          |
| Julien Escudé          | France        | Transfert               | Ajax Amsterdam         | Eredivisie       |
| Anthony Réveillère     | France        | Transfert               | Olympique lyonnais     | Ligue 1          |
| Andrés Fleurquín       | Uruguay       | Transfert               | Córdoba CF             | Segunda División |
| Gabriel Loeschbor      | Argentine     | Transfert               | Real Murcie            | Liga             |
| Grégory Paisley        | France        | Transfert               | FC Sochaux-Montbéliard | Ligue 1          |
| Gaël Danic             | France        | Transfert               | Grenoble Foot 38       | Ligue 2          |
| Mario Hector Turdó     | Argentine     | Transfert libre         | CD Leganés             | Segunda División |
| Toifilou Maoulida      | France        | Prêt (1 an)             | FC Metz                | Ligue 1          |
| Amadou Makhtar N'Diaye | Sénégal       | Prêt (1 an)             | CS Sedan-Ardennes      | Ligue 2          |
| Sébastien Puygrenier   | France        | Prêt (1 an)             | AS Nancy-Lorraine      | Ligue 2          |
| Boubacar Barry Copa    | Côte d'Ivoire | Prêt (1 an)             | KSK Beveren            | Jupiler League   |
| Georgi Ivanov          | Bulgarie      | Prêt (1 an)             | PFK Levski Sofia       | Ligue A          |
| Hiver 2003-2004        |               |                         |                        |                  |
| Arrivées               |               |                         |                        |                  |
| Yoann Gourcuff         | France        | Premier contrat         | -                      | CFA              |
| Jimmy Briand           | France        | Premier contrat         | -                      | CFA              |
| Jonathan Bru           | France        | Premier contrat         | -                      | CFA              |
| Arnold Mvuemba         | France        | Premier contrat         | -                      | CFA              |
| Grégory Tanagro        | France        | Premier contrat         | -                      | CFA              |
| Kim Källström          | Suède         | Transfert               | Djurgårdens IF         | Allsvenskan      |
| Départs                |               |                         |                        |                  |
| Severino Lucas         | Brésil        | Transfert               | FC Tokyo               | J-League         |
| Steven Pelé            | France        | Transfert               | FC Istres              | Ligue 2          |
| Philippe Delaye        | France        | Transfert               | SC Bastia              | Ligue 1          |
| Grégory Vignal         | France        | Retour de prêt anticipé | Liverpool FC           | Premier League   |

## L'effectif de la saison
| Poste² | Nat.³ | Nom                   | Naissance         | Sélection⁴ | Championnat | Championnat | Coupe France | Coupe France | Coupe Ligue | Coupe Ligue | Total Saison | Total Saison | Notes |
| Poste² | Nat.³ | Nom                   | Naissance         | Sélection⁴ | M           | But inscrit | M            | But inscrit  | M           | But inscrit | M            | But inscrit  | Notes |
| ------ | ----- | --------------------- | ----------------- | ---------- | ----------- | ----------- | ------------ | ------------ | ----------- | ----------- | ------------ | ------------ | ----- |
| D      | FRA   | Dominique Arribagé    | 11 mai 1971       | -          | 28          | 2           | 2            | 0            | 1           | 0           | 31           | 2            |       |
| M      | FRA   | Cédric Barbosa        | 6 mars 1976       | -          | 32          | 2           | 4            | 1            | 1           | 0           | 37           | 3            |       |
| D      | FRA   | Grégory Bourillon¹    | 1er juillet 1984  | Espoirs    | 17          | 0           | 1            | 0            | 1           | 0           | 19           | 0            |       |
| A      | FRA   | Jimmy Briand¹         | 2 août 1985       | -19        | 7           | 1           | 2            | 1            | 1           | 0           | 10           | 2            | [ 1 ] |
| M      | FRA   | Jonathan Bru¹         | 2 mai 1985        | -19        | 1           | 0           | 1            | 0            | 0           | 0           | 2            | 0            | [ 1 ] |
| G      | TCH   | Petr Čech             | 20 mai 1982       | A          | 33          | 0           | 3            | 0            | 1           | 0           | 37           | 0            |       |
| G      | FRA   | Florent Chaigneau¹    | 21 mars 1984      | Espoirs    | 6           | 0           | 1            | 0            | 0           | 0           | 7            | 0            |       |
| M      | FRA   | Philippe Delaye       | 26 juin 1975      | -          | 5           | 0           | 0            | 0            | 1           | 0           | 6            | 0            | [ 2 ] |
| D      | SEN   | Lamine Diatta         | 2 juillet 1975    | A          | 32          | 3           | 3            | 0            | 1           | 0           | 36           | 3            |       |
| M      | FRA   | Étienne Didot¹        | 24 juillet 1983   | Espoirs    | 28          | 0           | 4            | 0            | 1           | 0           | 33           | 0            |       |
| A      | GAB   | Fabrice Do Marcolino¹ | 14 mars 1984      | A          | 0           | 0           | 0            | 0            | 0           | 0           | 0            | 0            |       |
| D      | FRA   | Jacques Faty¹         | 25 février 1984   | Espoirs    | 32          | 0           | 4            | 0            | 0           | 0           | 36           | 0            |       |
| A      | SUI   | Alexander Frei        | 15 juillet 1979   | A          | 28          | 20          | 3            | 1            | 1           | 0           | 32           | 21           |       |
| M      | FRA   | Yoann Gourcuff¹       | 11 juillet 1986   | -18        | 9           | 0           | 1            | 0            | 0           | 0           | 10           | 0            | [ 3 ] |
| D      | FRA   | François Grenet       | 8 mars 1975       | -          | 5           | 0           | 1            | 0            | 1           | 0           | 7            | 0            |       |
| M      | FRA   | Cyril Jeunechamp      | 18 décembre 1975  | -          | 31          | 1           | 3            | 0            | 0           | 0           | 34           | 1            |       |
| M      | SUE   | Kim Källström         | 24 août 1982      | A          | 18          | 7           | 3            | 0            | 0           | 0           | 21           | 7            | [ 4 ] |
| D      | FRA   | Arnaud Le Lan         | 22 mars 1978      | -          | 20          | 0           | 4            | 0            | 0           | 0           | 24           | 0            |       |
| A      | BRA   | Severino Lucas        | 3 janvier 1979    | Espoirs    | 11          | 0           | 0            | 0            | 0           | 0           | 11           | 0            | [ 5 ] |
| A      | FRA   | Toifilou Maoulida     | 9 juin 1979       | Espoirs    | 1           | 0           | 0            | 0            | 0           | 0           | 1            | 0            | [ 6 ] |
| A      | FRA   | Olivier Monterrubio   | 8 août 1976       | A'         | 33          | 3           | 4            | 1            | 0           | 0           | 37           | 4            |       |
| M      | FRA   | Arnold Mvuemba¹       | 28 janvier 1985   | -19        | 8           | 0           | 2            | 0            | 0           | 0           | 10           | 0            | [ 1 ] |
| A      | GAB   | Stéphane Nguéma¹      | 20 novembre 1984  | A          | 21          | 4           | 2            | 0            | 1           | 0           | 24           | 4            |       |
| D      | MAR   | Abdeslam Ouaddou      | 1er novembre 1978 | A          | 29          | 2           | 1            | 0            | 0           | 0           | 30           | 2            |       |
| A      | FRA   | Frédéric Piquionne    | 8 décembre 1978   | -          | 32          | 5           | 3            | 0            | 1           | 0           | 36           | 5            |       |
| G      | FRA   | Simon Pouplin¹        | 28 mai 1985       | -          | 2           | 0           | 0            | 0            | 0           | 0           | 2            | 0            | [ 7 ] |
| M      | CRO   | Jure Primorac         | 10 décembre 1981  | -          | 0           | 0           | 0            | 0            | 0           | 0           | 0            | 0            |       |
| M      | FRA   | Olivier Sorlin        | 9 avril 1979      | Espoirs    | 28          | 3           | 2            | 0            | 1           | 0           | 31           | 3            |       |
| D      | FRA   | Grégory Tanagro¹      | 17 juin 1984      | -          | 3           | 0           | 0            | 0            | 0           | 0           | 3            | 0            | [ 1 ] |
| A      | FRA   | Tony Vairelles        | 10 avril 1973     | A          | 21          | 1           | 2            | 0            | 0           | 0           | 23           | 1            |       |
| D      | FRA   | Grégory Vignal        | 19 juillet 1981   | -          | 5           | 0           | 0            | 0            | 1           | 0           | 6            | 0            | [ 8 ] |

- 1 : joueur formé au club
- 2 : G, Gardien de but ; D, Défenseur ; M, Milieu de terrain ; A, Attaquant
- 2 : Nationalité sportive, certains joueurs possédant une double-nationalité
- 4 : sélection la plus élevée obtenue

## Équipe-type
Il s'agit de la formation la plus courante rencontrée en championnat.

## Les rencontres de la saison

### Liste
| Match | Date         | Compétition       | Tour           | Adversaire            | Lieu ¹ | Score     | Class.    | Buteurs pour le Stade rennais | Affluence |
| ----- | ------------ | ----------------- | -------------- | --------------------- | ------ | --------- | --------- | ----------------------------- | --------- |
| 1     | 2 août       | Ligue 1           | 1              | Montpellier           | E      | 1–1       | 10        | Ouaddou                       | 10 418    |
| 2     | 9 août       | Ligue 1           | 2              | Toulouse              | D      | 1–0       | 7         | Nguéma                        | 16 275    |
| 3     | 16 août      | Ligue 1           | 3              | Sochaux               | E      | 1–1       | 8         | Frei                          | 14 069    |
| 4     | 23 août      | Ligue 1           | 4              | Guingamp              | D      | 0–0       | 10        |                               | 18 440    |
| 5     | 30 août      | Ligue 1           | 5              | Auxerre               | E      | 1–2       | 14        | Nguéma                        | 9 789     |
| 6     | 13 septembre | Ligue 1           | 6              | Lens                  | D      | 2-0       | 10        | Sorlin Nguéma                 | 15 115    |
| 7     | 20 septembre | Ligue 1           | 7              | Ajaccio               | E      | 0–1       | 14        |                               | 2 588     |
| 8     | 27 septembre | Ligue 1           | 8              | Le Mans               | D      | 2–0       | 11        | Piquionne Jeunechamp          | 15 245    |
| 9     | 4 octobre    | Ligue 1           | 9              | Nantes                | E      | 0–1       | 12        |                               | 32 465    |
| 10    | 18 octobre   | Ligue 1           | 10             | Nice                  | D      | 0–0       | 11        |                               | 14 047    |
| 11    | 25 octobre   | Ligue 1           | 11             | Marseille             | E      | 0–2       | 14        |                               | 52 112    |
| 12    | 28 octobre   | Coupe de la Ligue | 1/16 de finale | Auxerre               | E      | 0–1       | 0–1       |                               | 5 007     |
| 13    | 1er novembre | Ligue 1           | 12             | Strasbourg            | D      | 1-1       | 15        | Frei                          | 15 007    |
| 14    | 8 novembre   | Ligue 1           | 13             | Lille                 | D      | 2-2       | 14        | Frei Nguéma                   | 14 028    |
| 15    | 22 novembre  | Ligue 1           | 14             | Bordeaux              | E      | 1–2       | 14        | Diatta                        | 20 805    |
| 16    | 29 novembre  | Ligue 1           | 15             | Lyon                  | D      | 3–1       | 14        | Arribagé Puydebois (csc) Frei | 15 511    |
| 17    | 3 décembre   | Ligue 1           | 16             | Bastia                | E      | 2–3       | 14        | Ouaddou Piquionne             | 4 746     |
| 18    | 6 décembre   | Ligue 1           | 17             | Paris SG              | D      | 1–1       | 14        | Frei                          | 18 003    |
| 19    | 13 décembre  | Ligue 1           | 18             | Metz                  | E      | 1–1       | 14        | Monterrubio                   | 13 272    |
| 20    | 20 décembre  | Ligue 1           | 19             | Monaco                | D      | 1–0       | 12        | Barbosa                       | 18 633    |
| 21    | 4 janvier    | Coupe de France   | 1/32 de finale | Angers (L2)           | E      | 0–0 a.p.² | 0–0 a.p.² |                               |           |
| 22    | 10 janvier   | Ligue 1           | 20             | Toulouse              | E      | 0–2       | 12        |                               | 13 313    |
| 23    | 17 janvier   | Ligue 1           | 21             | Sochaux               | D      | 4–0       | 11        | Frei Flachez (csc) Källström  | 15 225    |
| 24    | 24 janvier   | Coupe de France   | 1/16 de finale | Croix-de-Savoie (CFA) | E      | 2-0       | 2-0       | Briand Frei                   |           |
| 25    | 31 janvier   | Ligue 1           | 22             | Guingamp              | E      | 2–0       | 11        | Arribagé Barbosa              | 15 488    |
| 26    | 7 février    | Ligue 1           | 23             | AJ Auxerre            | D      | 0–2       | 11        |                               | 18 484    |
| 27    | 11 février   | Coupe de France   | 1/8 de finale  | Toulouse              | E      | 1–1 a.p.³ | 1–1 a.p.³ | Monterrubio                   |           |
| 28    | 14 février   | Ligue 1           | 24             | Lens                  | E      | 1–2       | 13        | Piquionne                     | 31 387    |
| 29    | 21 février   | Ligue 1           | 25             | Ajaccio               | D      | 4–1       | 11        | Frei Vairelles Källström      | 15 647    |
| 30    | 28 février   | Ligue 1           | 26             | Le Mans               | E      | 2-2       | 12        | Piquionne Diatta              | 11 971    |
| 31    | 6 mars       | Ligue 1           | 27             | Nantes                | D      | 0-3       | 12        |                               | 18 566    |
| 32    | 13 mars      | Ligue 1           | 28             | Nice                  | E      | 1-3       | 12        | Piquionne                     | 11 245    |
| 33    | 17 mars      | Coupe de France   | 1/4 de finale  | Nantes                | E      | 2–3       | 2–3       | Barbosa Gillet (csc)          |           |
| 34    | 21 mars      | Ligue 1           | 29             | Marseille             | D      | 4-3       | 12        | Frei                          | 18 244    |
| 35    | 27 mars      | Ligue 1           | 30             | Strasbourg            | E      | 3-0       | 12        | Frei Monterrubio              | 14 987    |
| 36    | 3 avril      | Ligue 1           | 31             | Lille                 | E      | 0-1       | 12        |                               | 13 829    |
| 37    | 18 avril     | Ligue 1           | 32             | Bordeaux              | D      | 3-1       | 12        | Sorlin Källström Frei         | 17 537    |
| 38    | 24 avril     | Ligue 1           | 33             | Lyon                  | E      | 0-3       | 12        |                               | 39 869    |
| 39    | 1er mai      | Ligue 1           | 34             | Bastia                | D      | 4-0       | 10        | Källström Frei Sorlin         | 20 634    |
| 40    | 8 mai        | Ligue 1           | 35             | Paris SG              | E      | 0-1       | 11        |                               | 41 444    |
| 41    | 12 mai       | Ligue 1           | 36             | Metz                  | D      | 0-0       | 11        |                               | 22 143    |
| 42    | 15 mai       | Ligue 1           | 37             | Monaco                | E      | 4-1       | 11        | Frei Monterrubio Källström    | 10 524    |
| 43    | 23 mai       | Ligue 1           | 38             | Montpellier           | D      | 4-0       | 9         | Frei Diatta Briand            | 21 309    |

- 1 N : terrain neutre ; D : à domicile ; E : à l'extérieur ; drapeau : pays du lieu du match international
- 2 5–4 aux tirs au but.
- 3 7-6 aux tirs au but.

## Bilan des compétitions
| Compétition       | Vainqueur final        | Débute au tour | Place ou tour final | Première rencontre | Dernière rencontre | Nombre |
| ----------------- | ---------------------- | -------------- | ------------------- | ------------------ | ------------------ | ------ |
| Ligue 1           | Olympique lyonnais     | 1re journée    | 9e                  | 2 août 2003        | 23 mai 2004        | 38     |
| Coupe de la Ligue | FC Sochaux-Montbéliard | 1/16 de finale | 1/16 de finale      | 28 octobre 2003    | 28 octobre 2003    | 1      |
| Coupe de France   | Paris Saint-Germain    | 1/32 de finale | 1/4 de finale       | 4 janvier 2004     | 17 mars 2004       | 4      |

### Ligue 1

#### Classement
| Rang | Équipe    | Pts | J  | G  | N  | P  | Bp | Bc | Diff |
| ---- | --------- | --- | -- | -- | -- | -- | -- | -- | ---- |
| 6    | Nantes    | 60  | 38 | 17 | 9  | 12 | 47 | 35 | +12  |
| 7    | Marseille | 57  | 38 | 17 | 6  | 15 | 51 | 45 | +6   |
| 8    | Lens      | 53  | 38 | 15 | 8  | 15 | 34 | 48 | -14  |
| 9    | Rennes    | 52  | 38 | 14 | 10 | 14 | 56 | 44 | +12  |
| 10   | Lille     | 51  | 38 | 14 | 9  | 15 | 41 | 41 | 0    |
| 11   | Nice      | 50  | 38 | 11 | 17 | 10 | 42 | 39 | +3   |
| 12   | Bordeaux  | 50  | 38 | 13 | 11 | 14 | 40 | 43 | -3   |

- 6 et 10 : Coupe Intertoto 3e tour

#### Résultats
| Total | Total | Total | Total | Total | Total | Total | Total | Domicile | Domicile | Domicile | Domicile | Domicile | Domicile | Extérieur | Extérieur | Extérieur | Extérieur | Extérieur | Extérieur |
| J     | G     | N     | P     | Bp    | Bc    | Diff  | Pts   | G        | N        | P        | Bp       | Bc       | Diff     | G         | N         | P         | Bp        | Bc        | Diff      |
| ----- | ----- | ----- | ----- | ----- | ----- | ----- | ----- | -------- | -------- | -------- | -------- | -------- | -------- | --------- | --------- | --------- | --------- | --------- | --------- |
| 38    | 14    | 10    | 14    | 56    | 44    | +12   | 52    | 11       | 6        | 2        | 36       | 15       | +21      | 3         | 4         | 12        | 20        | 29        | -9        |

#### Résultats par journée
| Journée   | 01 | 02 | 03 | 04 | 05 | 06 | 07 | 08 | 09 | 10 | 11 | 12 | 13 | 14 | 15 | 16 | 17 | 18 | 19 | 20 | 21 | 22 | 23 | 24 | 25 | 26 | 27 | 28 | 29 | 30 | 31 | 32 | 33 | 34 | 35 | 36 | 37 | 38 |
| --------- | -- | -- | -- | -- | -- | -- | -- | -- | -- | -- | -- | -- | -- | -- | -- | -- | -- | -- | -- | -- | -- | -- | -- | -- | -- | -- | -- | -- | -- | -- | -- | -- | -- | -- | -- | -- | -- | -- |
| Terrain   | E  | D  | E  | D  | E  | D  | E  | D  | E  | D  | E  | D  | D  | E  | D  | E  | D  | E  | D  | E  | D  | E  | D  | E  | D  | E  | D  | E  | D  | E  | E  | D  | E  | D  | E  | D  | E  | D  |
| Résultats | N  | V  | N  | N  | D  | V  | D  | V  | D  | N  | D  | N  | N  | D  | V  | D  | N  | N  | V  | D  | V  | V  | D  | D  | V  | N  | D  | D  | V  | V  | D  | V  | D  | V  | D  | N  | V  | V  |
| Points    | 1  | 4  | 5  | 6  | 6  | 9  | 9  | 12 | 12 | 13 | 13 | 14 | 15 | 15 | 18 | 18 | 19 | 20 | 23 | 23 | 26 | 29 | 29 | 29 | 32 | 33 | 33 | 33 | 36 | 39 | 39 | 42 | 42 | 45 | 45 | 46 | 49 | 52 |
| Place     | 10 | 7  | 8  | 10 | 14 | 10 | 14 | 11 | 12 | 11 | 14 | 15 | 14 | 14 | 14 | 14 | 14 | 14 | 12 | 12 | 11 | 11 | 11 | 13 | 11 | 12 | 12 | 12 | 12 | 12 | 12 | 12 | 12 | 10 | 11 | 11 | 11 | 9  |

Source : Liste des rencontres

Terrain : D = Domicile ; E = Extérieur. Résultat: D = Défaite ; N = Nul ; V = Victoire.